# 基塞利夫卡 (科留基夫卡區)

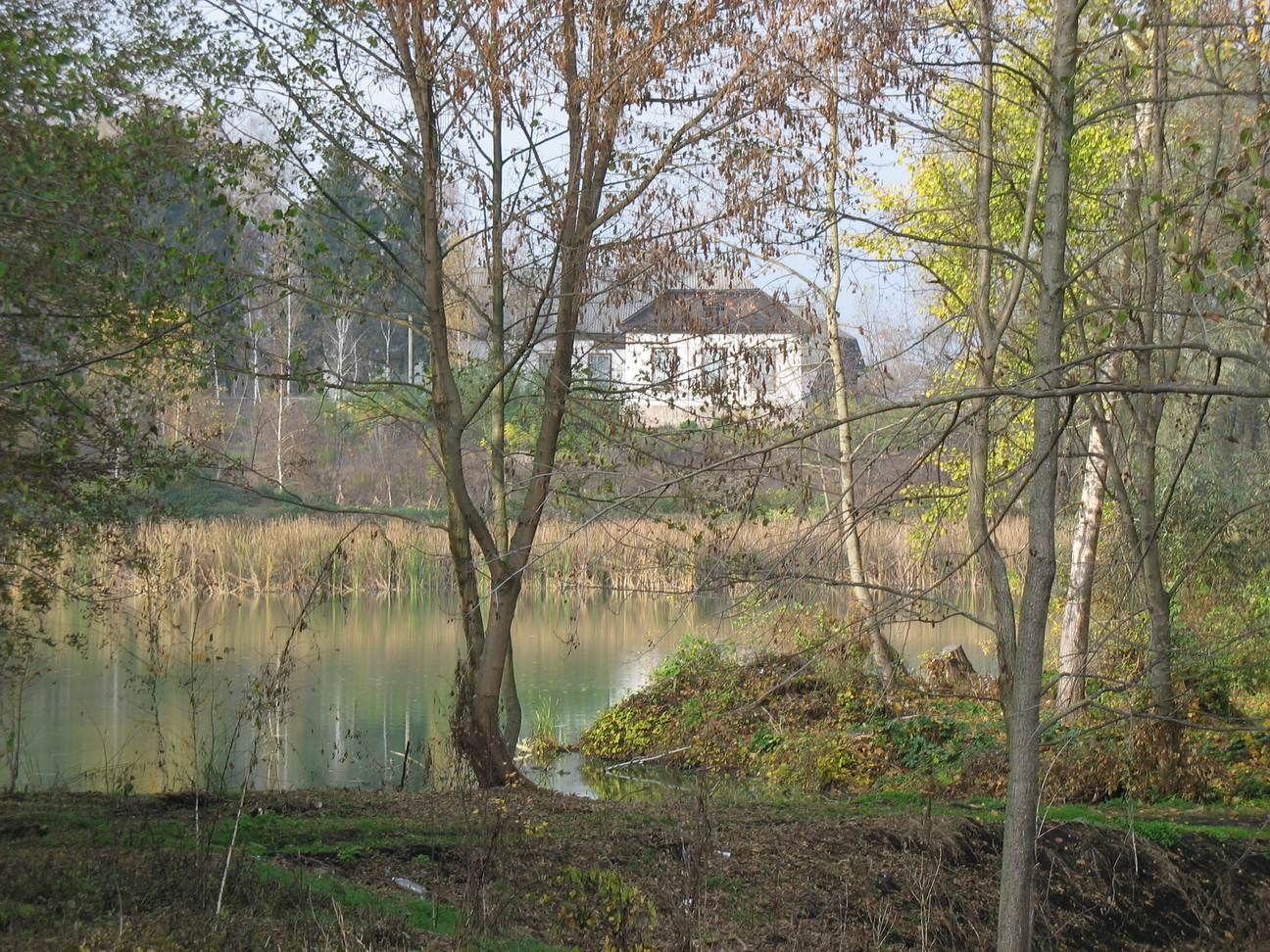

基謝利夫卡（羅馬化：Kyselivka）是烏克蘭北部的村莊，隸屬切爾尼希夫州的科留基夫卡區。該村始建於1600年，面積3.71平方公里，海拔高度126米，2001年人口1,264，人口密度每平方公里340.7人。
51°35′58″N 32°13′32″E / 51.59944°N 32.22556°E